# Héctor Núñez Segovia
Héctor Núñez Segovia (Valparaíso, 15 aprile 1992) è un ex calciatore cileno, di ruolo attaccante.

## Carriera
Ha giocato nella massima serie dei campionati cileno, guatemalteco, estone e paraguaiano.